# Джорджія О'Кіф
Джорджія О'Кіф (англ. Georgia Totto O'Keeffe; 15 листопада 1887, Вісконсин — 6 березня 1986, Санта-Фе (Нью-Мексико), США) — американська художниця.

## Життєпис
Батьки Джорджії працювали на молочній фермі. Дідусь художниці по материнській лінії був емігрантом з Угорщини. О'Кіф росла у штаті Вірджинія, навчалась у Чикаго та Нью-Йорку. У 1908 році познайомилася в Нью-Йорку з фотографом та галеристом Альфредом Стігліцом, а пізніше, у 1924 році, вони одружилися (Стігліцу треба було спершу розлучитися).

## Творчість
Стігліц багато фотографував О'Кіф, ввів її у коло своїх друзів, фотохудожників-модерністів Пола Стренда, Едварда Штайхена та інших. Під його впливом вона повернулася до живопису, який через сімейні обставини покинула у 1908–1912 роках. З 1923 року пейзажі та натюрморти О'Кіф (особливо відомі її квіти) почали, за підтримки Стігліца, активно виставлятися. Вона стала модною та високооплачуваною художницею.
У 1929 році О'Кіф переїхала до штату Нью-Мексико, де пустельні пейзажі надовго стали натурою для її полотен. У 1932–1934 роках пережила важкий нервовий зрив, лікувалася. У 1943 році ретроспектива її робіт відбулася в Інституті мистецтв Чикаго, у 1946 році — у нью-йоркському Музеї сучасного мистецтва. У 1946 році Альфред Стігліц помер.
Після 15-річної перерви гігантська виставка робіт О'Кіф в Музеї Вітні у 1972 році привернула до неї увагу молодого покоління інтелектуалів, у тому числі представниць феміністських кіл. У 1970-х О'Кіф почала втрачати зір, стала працювати з керамікою, написала автобіографічну книгу. Після 1982 року мистецтвом вже не займалася.

## Визнання
У 1962 році О'Кіф вибрали членкинею Американської академії мистецтв.
У 1977 році про неї знято документальний фільм.
У 2001 році в Санта-Фе відкритий музей Джорджії О'Кіф.
О'Кіф присвячений вірш Патті Сміт у книзі кодак.

## Твори Джорджії О'Кіф на артринку
2014 року картина Джорджії О'Кіф «Дурман звичайний /Біла квітка № 1 [Архівовано 19 квітня 2016 у Wayback Machine.]» 1932 року стала найдорожчим жіночим твором, який продали за 44,4 мільйона доларів.

## Галерея

О'Кіф, Без назви — Ваза з квітами, 1903–05, акварель на папері, Музей Джорджії О'Кіф
О'Кіф, Червона канна, 1915, акварель на папері, Галерея Єльського університету
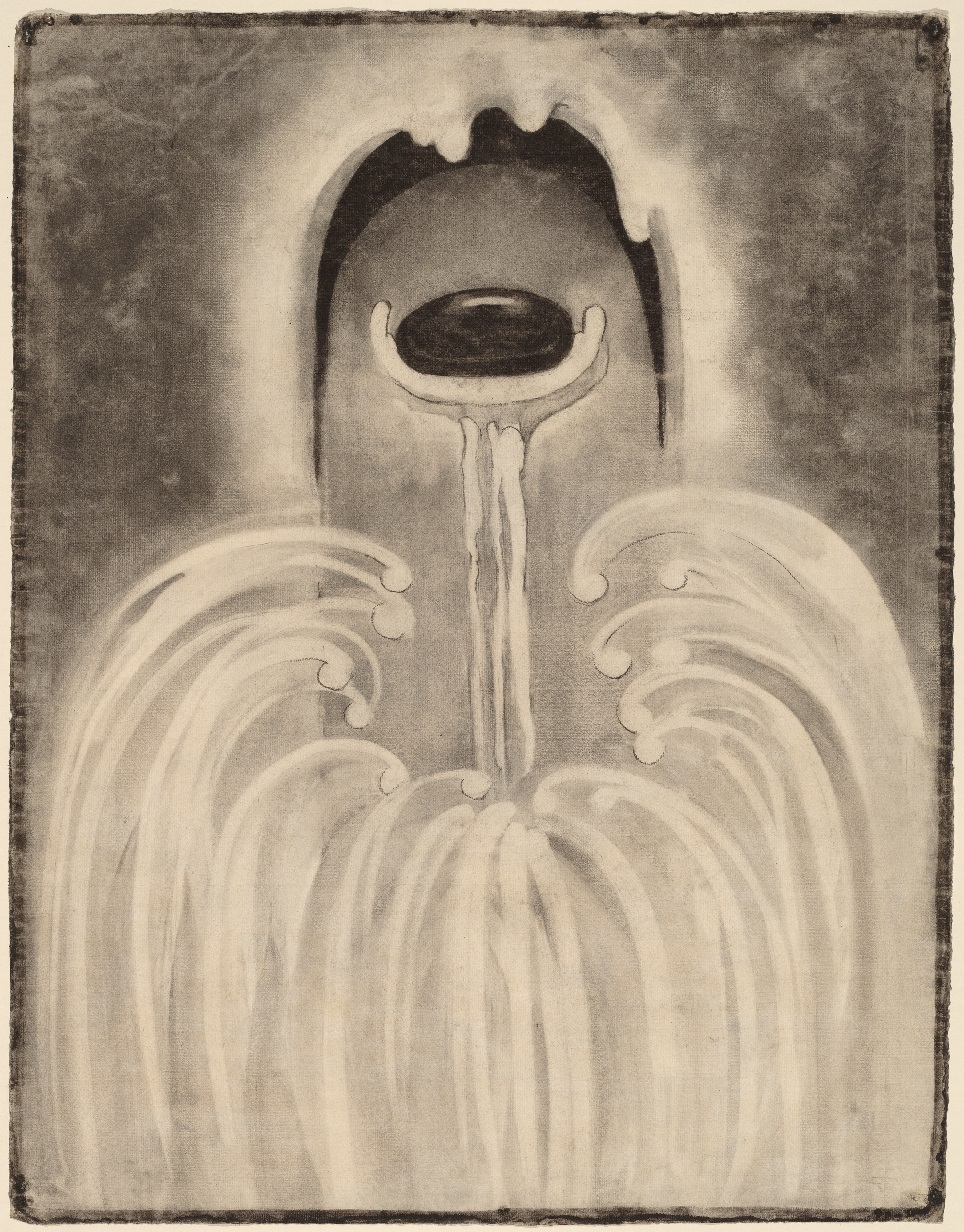
О'Кіф, Малюнок № 2 - Особливий, 1915, вугілля на цупкому папері, Національна художня галерея
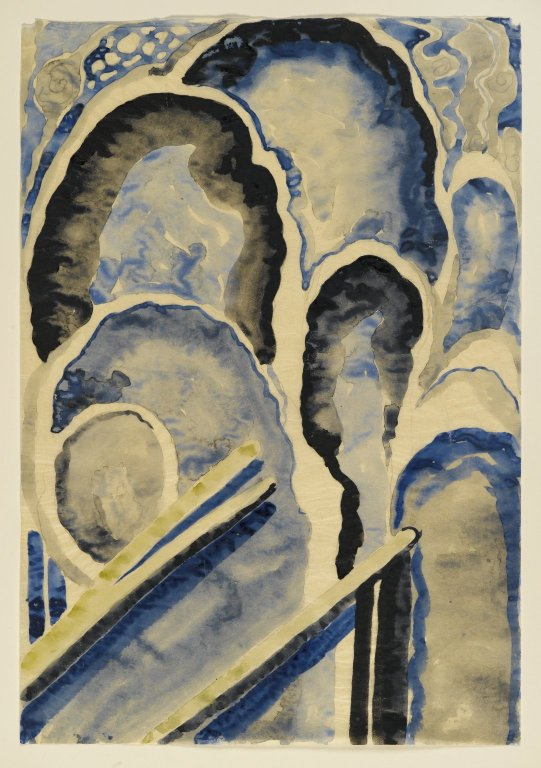
О'Кіф, Блакить № 1, 1916, акварель і графіт на папері, Бруклінський музей
О'Кіф, Світанок', 1916, акварель на папері
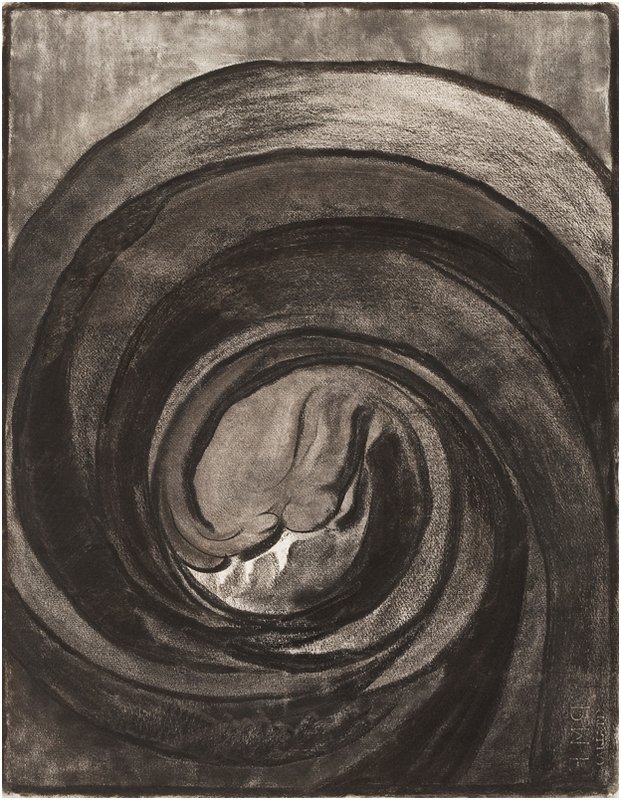
О'Кіф, № 8 - Особливий, 1916, Музей американського мистецтва Вітні
О'Кіф, Світло приходить у степи № II, 1917, акварель на газетному папері,  Музей американського мистецтва Амона Картера
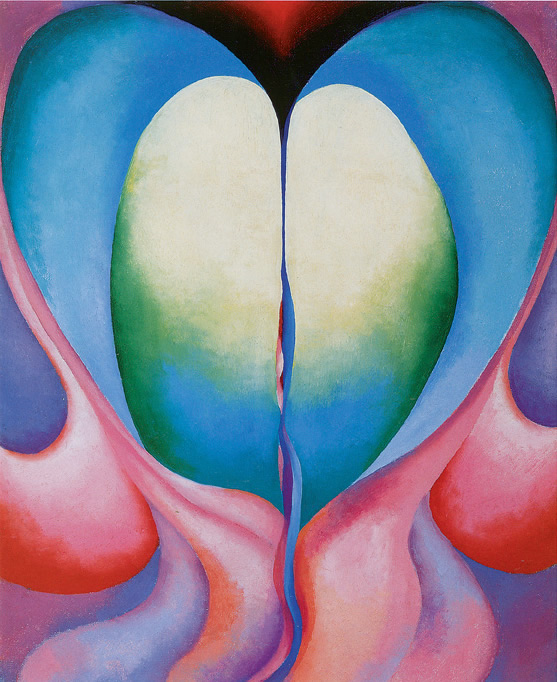
О'Кіф, Series 1, № 8, 1918, олія на полотні, Ленбахгауз, Мюнхен
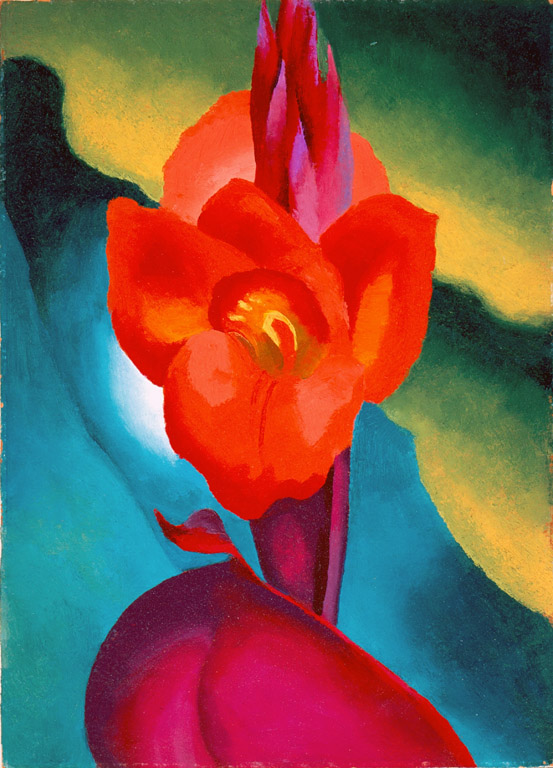
О'Кіф, Червона канна, 1919, олія на дошці, Музей Гай, Атланта
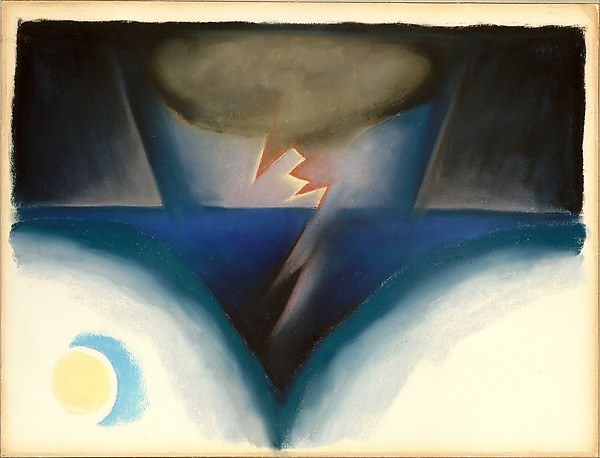
О'Кіф, Гроза, 1922, пастель на папері, Музей мистецтва Метрополітен